# Омикрон Персея
Омикро́н Персе́я (ο Persei, ο Per, Атик) — спектрально-двойная звезда в созвездии Персея. Находится к западу от более яркой Дзеты Персея. Имеет традиционное название Атик (из арабского «Ати», «Аль Атик»), которое, по-видимому, означает «плечо» Плеяд — это скопление находится к югу от звезды. Атик имеет видимую звёздную величину 3,83m, что обусловлено большим расстоянием до звезды (прямое измерение дает 1120 ± 300 св. лет) и значительным, примерно на 1m, поглощением её света межзвездной пылью в Млечном Пути.

## Характеристики
Атик является спектрально-двойной звездой (обнаружено с помощью доплеровских сдвигов в составном спектре) с очень коротким периодом обращения — 4,419171 дня. Вокруг горячего гиганта ο Персея A спектрального класса B1,5III с температурой поверхности 22 000 К обращается бело-голубая звезда главной последовательности ο Персея B, имеющая спектральный класс B3V и температуру поверхности 18 600 К. Спутник на 2,5 звёздные величины более тусклый, чем главный компонент пары. Взаимные приливы искажают компоненты, придавая им эллипсоидальную форму, и это приводит к тому, что вследствие изменения площади излучающей поверхности, обращенной к наблюдателю, звёзды в течение орбитального периода меняют свою видимую звёздную величину на несколько сотых (эллипсоидальные переменные). Гигант имеет уже мертвое или почти мертвое гелиевое ядро, в то время как энерговыделение его спутника обусловлено термоядерным горением водорода.
Комбинированная светимость пары (с учетом значительного ультрафиолетового света) составляет 82 000 от солнечной светимости. Поскольку светимость гиганта в 10 раз превышает светимость меньшего компонента, это позволяет рассчитать собственные светимости обеих звёзд — соответственно 75 000 и 7500 L⊙. Из их светимости есть возможность рассчитать их массы, которые равны 17 и 8 солнечных масс соответственно. Каждая звезда вращается с экваториальной скоростью, превышающей 85 километров в секунду. Однако орбитальный анализ дает гораздо меньшие светимости (12 300 и 2000 L⊙), а отсюда и более низкие массы (10 и 7 M⊙) и радиусы (7,6 и 4,0 R⊙), а также собственные периоды вращения звёзд менее 4,5 и 2,4 дня. Несогласованность параметров, полученных разными методами, скорее всего, возникает из-за большой неопределённости расстояния. Атик лежит на пределе разрешающей способности спутника Hipparcos для получения хороших тригонометрических параллаксов. Ошибки в определении параллакса позволяют «приблизить» звезду до 1000 св. лет, что сильно уменьшило бы разрыв между этими двумя определениями в пользу второго.
Атик является источником рентгеновского излучения, которое предполагает наличие двух областей горячего газа с разными температурами. Одна из них (её температура 3 миллиона K) обусловлена столкновением звёздных ветров от компонентов пары, в то время как другая область (с гораздо более высокой температурой в 16 миллионов К) может представлять собой какую-то горячую корону (что странно, так как эти звёзды не должны иметь необходимые для подобной температуры магнитные поля). 
Масса гиганта близка к нижнему пределу масс, при котором звезда может стать сверхновой. Звезда главной последовательности в будущем станет массивным белым карликом, похожим на Сириус B. Рядом, на расстоянии в 1 угловую секунду, находится возможный компаньон, имеющий звёздную величину 8m, о котором ничего не известно. 
Членство Атика в ассоциации Персей OB2 (комплекс горячих О и В звезд, которые связаны с кластером IC 348 и в котором находится такие звёзды, как Дзета Персея и Кси Персея) уже давно оспаривается. Консенсус в настоящее время заключается в том, что звезда не является членом этой группы.

## В художественной литературе
Омикрон Персея, пожалуй, самая известная система из мультсериала Футурама, на 8-й планете которой обитают Омикронианцы — раса гигантских рогатых жаб. Эта планета управляется деспотическим лидером, Лррр , который громко и часто объявляет имя своей домашней системы. 
Также Омикрон Персея был показан в других произведениях научной фантастики, включая «Звёздный путь», Mystery Science Theater 3000 и «Трансформеры».

## Названые в честь Атика
Корабль-ловушка Военно-морского флота США был назван «Атик».

## Ошибки в атрибуции
Некоторые источники, включая Starry Night (программа-планетарий), атласы и веб-сайты  приписывают имя Атик соседней, более яркой звезде Дзета Персея. Рабочая группа по названиям звёзд Международного астрономического союза в 2016 году утвердила название Атик для Омикрона Персея А (главного компонента ο Персея).